# Marcin Władyniak
Marcin Władyniak (ur. 22 marca 1975 w Gdańsku) – polski aktor i operator filmowy.

## Życiorys
W 1998 ukończył studia na Wydziale Aktorskim Państwowej Wyższej Szkoły Filmowej, Telewizyjnej i Teatralnej w Łodzi. Debiutował 18 grudnia 1998 rolą Hipolita w Fedrze Jeana Baptiste’a Racine’a na scenie Teatru Powszechnego im. Zygmunta Hubnera w Warszawie (reż. Laco Adamík). W latach 1998–2003 występował w Teatrze Powszechnym w Warszawie.
Absolwent dziennikarstwa (specjalizacja – fotografia prasowa) na Uniwersytecie Warszawskim 2002.
Absolwent Wydziału Operatorskiego PWSFTviT (2008) w Łodzi.
Był mężem Agnieszki Dygant.

## Filmografia
- Farba (1997), jako Cyp
- Dom (2000)
- Egoiści (2000), jako szeregowy
- Na Wspólnej (2003–2006), jako Konrad Bartczak, chłopak Moniki
- Na dobre i na złe (2004), jako Małecki